# Gloria, gloria/Sinfonia per un re
Gloria, gloria/Sinfonia per un re è il quinto singolo del gruppo musicale italiano Jet, pubblicato dalla Durium (catalogo Ld A 7805) nel 1973. 

## I brani

### Gloria, gloria
Gloria, gloria, presente sul lato A del disco, è il brano con cui il gruppo partecipa alla 10ª edizione della manifestazione canora radiotelevisiva Un disco per l'estate, senza riuscire ad accedere alla fase finale di Saint Vincent.

### Sinfonia per un re
Sinfonia per un re, presente sul lato B del disco, è il brano estratto dall'album Fede, speranza, carità (1972).

## Tracce
Testi e musiche di Felice Piccarreda, Renzo Cochis e Piero Cassano; edizioni musicali Durium.
1. Gloria, gloria (Un disco per l'estate 1973) – 3:34
2. Sinfonia per un re – 7:59

## Formazione

### Gruppo
- Carlo 'bimbo' Marrale – chitarra, voce
- Piero Cassano – tastiere
- Aldo Stellita – basso, cori
- Renzo "Pucci" Cochis – batteria

### Altri musicisti
- Antonella Ruggiero[3] – cori